# Kristof Kannegießer
Kristof Kannegießer (geb. 18. August 1977 in Halle (Saale)) ist ein deutscher Dokumentarfilmer, Kameramann, Hochschullehrer und Schriftsteller.

## Leben
Kristof Kannegießer verbrachte die ersten Lebensjahre in Halle (Saale). 1985 zog die Familie nach Kleinmachnow um. Im Alter von fünfzehn Jahren begann er, Amateurfilme zu drehen. Nach dem Abitur und Zivildienst absolvierte er ein Praktikum in einer Filmproduktionsfirma und arbeitete in den folgenden Jahren als Tontechniker, Kameraassistent und Kameramann. Als Regisseur drehte er Kurz- und Dokumentarfilme. 2000 bis 2005 studierte er Neuere Deutsche Literatur und Publizistik- und Kommunikationswissenschaften an der Freien Universität Berlin. 2005 schloss er ein Studium der Dokumentarfilmregie an der Filmakademie Baden-Württemberg in Ludwigsburg an, das er 2011 mit dem 60-minütigen Dokumentarfilm Diesseits des Horizonts beendete. Seitdem ist er als freier Regisseur, Autor und Kameramann von dokumentarischen Filmen, überwiegend fürs öffentlich-rechtliche Fernsehen, tätig.
Kristof Kannegießer ist verheirateter Familienvater und lebt in Wandlitz.

## Werk

### Filme
Seit 2000 drehte Kannegießer als Fernsehjournalist Beiträge für den Ostdeutschen Rundfunk Brandenburg (ORB), später Rundfunk Berlin-Brandenburg (rbb). Sein erster Dokumentarfilm als Regisseur und Kameramann, Eine Krone über der Stadt – Das Belvedere auf dem Pfingstberg (2001), wurde als Videokassette im Buchhandel vermarktet. Obwohl er von der Hochschule für Film und Fernsehen Konrad Wolf (heute: Filmuniversität Konrad Wolf) in Potsdam-Babelsberg abgelehnt wurde, realisierte er dort zusammen mit dem damaligen Studenten Jan Zabeil den Kurzspielfilm L.H.O. (2007) als Regisseur und Autor. Der Film wurde im Rahmen der Initiative German Films Next Generation weltweit auf Festivals (u. a. in Cannes) gezeigt, in die Filmsammlung des Museum of Modern Art in New York aufgenommen und gewann mehrere internationale Auszeichnungen. Während seines Filmstudiums in Ludwigsburg drehte Kannegießer den 60-minütigen Dokumentarfilm Für das Leben eines Mörders (2009) über den Sexualstraftäter und Mörder Frank Schmökel. Der Film wurde im SWR in der Reihe Junger Dokumentarfilm ausgestrahlt. Nach dem Studium realisierte er eine Reihe von Fernsehdokumentationen und Imagefilme, wofür er u. a. mehrmals in afrikanischen Ländern drehte. Erst mit dem vom Südwestrundfunk koproduzierten Film Nowa Amerika (2017) über den Künstler Michael Kurzwelly und den von ihm konzipierten fiktiven Staat im deutsch-polnischen Grenzraum, der dem Film seinen Titel verlieh, kehrte Kannegießer zum klassischen Dokumentarfilm zurück. 2018 folgten der kurze Dokumentarfilm Bosetzky über den Schriftsteller Horst Bosetzky (1938–2018) und 2020 als Co-Regisseur der Pilotfilm zur Arte-Dokuserie Psycho mit dem Titel Ich, Angst. Gemeinsam mit Jürgen und Daniel Ast realisierte er anschließend mit Adlershof – Zwischen Träumen Umbrüchen und Visionen (2023) eine Folge für die rbb-Reihe Geheimnisvolle Orte. Mit dem für die Deutsche Welle produzierten Dokumentarfilm USA 2024 – Herzschlag eines zerrissenen Landes (2024) entstand ein 90-minütiger Dokumentarfilm über die gesellschaftlichen Zustände in den USA während des Präsidentschaftswahlkampfes. Der Film entstand im Regieteam mit Jan Tenhaven und Jens Strohschnieder.
Seit 2014 ist Kannegießer kontinuierlich als Kameramann vor allem beim rbb, aber auch für andere öffentlich-rechtliche Sender tätig. Seitdem war er in dieser Funktion an über 60 TV-Dokumentationen und Reportagen beteiligt.

### Literarische Werke
Seinen ersten Roman Sperlingslust, der zwischen 2017 und 2020 entstand, verlegte Kannegießer im Eigenverlag. Sperlingslust erzählt vom Aufwachsen eines ostdeutschen Jungen zwischen der Maueröffnung im November 1989 und den Anschlägen auf das World Trade Center in New York im September 2001.
Seinen zweiten Roman veröffentlichte er zunächst 2023 im Eigenverlag unter dem Titel The Killing of a Ghost. Im Mai 2025 erschien dieser Roman bei periplaneta Verlag und Medien unter dem Titel Das Licht zwischen den Weiden und ist seitdem im Handel erhältlich.

### Lehrtätigkeit
2010 bis 2013 unterrichtete Kannegießer an der BTU Cottbus im Studiengang „Kultur und Technik“ Dokumentarfilm-Seminare. Seit 2012 ist er kontinuierlich als Lehrbeauftragter im Studiengang „Screen Based Media“ an der Berliner Hochschule für Technik tätig. Hier unterrichtet er Dokumentarfilmregie, Filmgeschichte sowie Stoffentwicklung und Drehbuch.

## Filmographie als Regisseur (Auswahl)
- 2001: Eine Krone über der Stadt – Das Belvedere auf dem Pfingstberg (Regie, Buch, Kamera)
- 2004: Klopfzeichen (Regie, Buch, Produzent, Kamera, Schnitt)
- 2005: Lieber Onkel Werner (Regie, Buch, Schnitt, Darsteller)
- 2007: L.H.O. (Co-Regie, Co-Buch)
- 2007: Serbskatolska (Regie, Buch)
- 2009: Für das Leben eines Mörders (Regie, Buch)
- 2010: Diesseits des Horizonts (Regie, Buch)
- 2011: Gott und die Welt: Die Kreuzfahrt – Reise meines Lebens (Regie, Buch)
- 2011: Wo die Kontinente brachen – Mit Geoforschern durch Namibia (Regie, Buch, Produzent)
- 2013: Berlins Superhirn – Die Staatsbibliothek Unter den Linden (Co-Regie, Co-Buch)
- 2017: Nowa Amerika (Regie, Buch)
- 2018: Bosetzky (Regie, Buch, Produzent, Kamera)
- 2020: Ich, Angst (Co-Regie, Co-Buch)
- 2023: Geheimnisvolle Orte: Adlershof – Von Träumen, Umbrüchen und Visionen (Co-Regie, Co-Buch, Kamera)
- 2024: USA 2024 – Herzschlag eines zerrissenen Landes (Co-Regie, Co-Buch)